# 순옥이
《순옥이》는 2006년 11월 6일부터 2007년 4월 28일까지 방영된 한국방송공사 TV소설이다.

## 기획 의도
이란성 쌍둥이 중 딸로 태어났지만, 함께 태어난 사내아이의 앞길을 가로막는다는 이유와 쪼들리는 가정 형편 때문에 남의 집으로 보내진 '순옥'의 질곡진 인생을 그린 드라마이다.

## 등장 인물

### 주요 인물
- 최자혜 : 박순옥 역
- 황동주 : 서인호 역
- 강도한 : 정용칠 역
- 박혜영 : 정미조 역
- 최은주 : 남기순 역

### 박순옥 식구들
- 한진희 : 박충길(순옥의 양 아버지)역
- 남윤정 : 윤정혜(순옥의 양 어머니)역
- 유승봉 : 윤병조 역
- 권기선 : 조막심 역

### 서인호 식구들
- 맹호림 : 서인호 아버지 역
- 이현정 : 최씨(서인호 어머니) 역

### 정미조 식구들
- 송기윤 : 정호태(순옥의 생부) 역
- 박준금 : 임예분(순옥의 생모) 역

### 남기순 식구들
- 김보미 : 도복례 역
- 김현균 : 남기섭 역
- 문수인 : 이정옥 역

### 그외 사람들
- 김형자 : 김행자 역
- 이덕희 : 김명자 역
- 김수연 : 최진심 역
- 김영배 : 김씨 역
- 봉혜선
- 노영화 : 영천댁 역
- 안석환 : 송창수 역
- 최인숙
- 송수현 : 정은복 역
- 이현준 : 정금복 역